# 1162
1162 (MCLXII) je bilo navadno leto, ki se je po julijanskem koledarju začelo na ponedeljek.

## Dogodki

### Evropa

#### Druga italijanska odprava 1158-62
- Začetek leta: upor v Milanu proti cesarju Frideriku I. Barbarossi.
- 6. marec → Milano se preda cesarski vojski. Friderik ukaže mesto v zgled drugim potencialnim središčem upora razrušiti in prebivalce razseliti med okoliške vasi. Ostala lombardska mesta se predajo cesarski vojski.
- Konec leta se Friderik vrne v Nemčijo, kjer prepreči spopad med saškim vojvodom Henrik Lev, bratrancom iz hiše Welfov, in sosednjimi fevdalci.↓
- 23. november → Friderik prisili Henrika Leva v ločitev od soproge Klementine Zähringenške, ker je bil v sporu z njenim bratom Bertoldom IV., vojvodom Zähringena. V zameno mu Friderik ponudi nekaj strateških saških gradov.
- Ko papeža Aleksandra III. aretirajo privrženci protipapeža Viktorja IV., ga osvobodi najvplivnejši rimski plemič Oddone Frangipane in ga zaradi varnosti pošlje v Kampanjo.

#### Ogrska
- 31. maj - Umrlega ogrskega kralja Gezo II. v oporoki nasledi  sin Štefan III.. Toda njegov položaj še zdaleč ni zavarovan, saj si ogrsko plemstvo za novega (proti)kralja izvoli brata umrlega kralja Ladislava II., ki ima podporo bizantinskega cesarja Manuela I. Komena. ↓
- → Mladi kralj Geza II. pobegne, vendar Lukas, nadškof Esztergoma, ne prizna Ladislavu II. kraljevskega naziva, hkrati pa Ladislava še izobči. Le-ta nadškofa aretira.↓
- 25. december → V ogrske nasledstvene zdrahe se zaradi aretacije Lukasa, nadškof Esztergoma, vmeša papež Aleksander III.. Od kralja Ladislava zahteva izpustitev nadškofa, čemur ta ustreže. 1163 ↔

#### Ostalo po Evropi
- 18. april - Umrlega canterburyjskega nadškofa Teobalda iz Beca nasledi bivši kancler kralja Henrika Thomas Becket. Henrik je menil, da mu bo Thomas Becket uslužen, vendar je ta od nastavitve naprej zagovarjal propapeško politiko.
- 7. julij - Po smrti norveškega kralja Hakona II., ki je padel v boju s podporniki ubitega kralja Ingeja, ga na prestolu nasledi Magnus V. Erlingsson.
- 3. junij - Za novega canterburyjskega nadškofa je s podporo kralja Henrika II. posvečen Thomas Becket. Po posvetitvi novi nadškof odreče podporo kralju in začne voditi propapeško politiko.
- 5. junij - Sklenitev sporazuma med rimsko-nemškim cesarjem Friderikom Barbarosso in Genovsko republiko. Glavni clij sporazuma je pomoč Genovčanov pri načrtovani invaziji na normansko Sicilijo.
- 6. avgust - Umrlega barcelonskega grofa Rajmonda Berengarja IV. nasledi sin Rajmond Berengar V., ki pa se dve leti kasneje preimenuje v Alfonza.
- 27. september - Umrlega burgundskega vojvodo Oda II. nasledi sin Hugo III.
- Rekonkvista: po uspešni ofenzivi proti Portugalski začne almohadski kalif Abd Al-Mu'min s pripravami na še večjo ofenzivo proti Španiji. 1163 ↔
- 30. november - Portugalski kralj Afonz I. ponovno osvoji Bejo.
- Med bloiškim grofom Teobaldom V. in angleškim kraljem Henrikom II. je pod pokroviteljstvom papeža Aleksandra III. sklenjen nov mir.
- Umrlega kijevskega velikega kneza Izjaslava III. nasledi Rostislav I.
- Konstantinopel: združeni Pisanci in Benečani izropajo trgovsko četrt Genovčanov.
- Rekonkvista: portugalski vitez Gerald Neustrašni zbere in izuri majhno gverilsko vojaško enoto, s katero v naslednjih letih zabeleži nekaj presenetljivih vojnih uspehov v boju proti Mavrom. 1165 ↔

### Azija

#### Bližnji vzhod
- Po uspešni bizantinski ofenzivi proti Sultanatu Rum odpotuje poraženi sultan Kilidž Arslan II. v Konstantinopel, kjer se podredi cesarju Manuelu I. Komnenu.
- Sirski vladar Nur ad-Din izkoristi redko obdobje miru in sklene opraviti hadž.
- Posredno oblast in s tem nadzor nad mladoletnim kalifom Al-Adidom si v Egiptu z Nur ad-Dinovo podporo pridobi vezir Šhavar.

#### Daljni vzhod
- 24. julij - Dinastija Song: cesar Gaozong prostovoljno abdicira v korist sina Xiaozonga.
- 25. julij - Med prvimi potezami novi cesar Xiaozong posthumno rehablitira narodnega junaka Yue Feija, ki je pri prejšnjem cesarju zaradi prevelikih vojaških uspehov zapadel v nemilost.
- Dokončana je budistična pagoda Beisi, provinca Jiangsu.

## Rojstva
- 11. marec - Teodorik I., meissenški mejni grof († 1221)
- 13. oktober - Leonora Angleška, kastiljska kraljica, soproga Alfonza VIII. († 1214)
- Abdul Al-Latif Al-Baghdadi, arabski zdravnik in popotnik iz Bagdada († 1231)
- Džingiskan, ustanovitelj Mongolskega imperija († 1227)
- Fudživara Teika, japonski literat († 1241)
- Guillem de Cabestany, katalonski trubadur († 1212)
- Rainer Montferraški, bizantinski politik, zet cesarja Manuela I. Komena († 1182)

## Smrti
- 31. maj - Géza II., ogrski kralj (* 1130)
- 7. julij - Haakon II., norveški kralj (* 1147)
- 6. avgust - Rajmond Berengar IV., barcelonski grof (* 1113)
- 27. september - Odo II., burgundski vojvoda (* 1118)
- Izjaslav III., kijevski veliki knez (* 1115)
- Adi ibn Musafir, turško-perzijski sufi
- Ibn Zuhr, [1], andaluzijski zdravnik in kirurg (* 1094)